# 马尔科讷
马尔科讷（法語：Marconne，法語發音：[maʁkɔn]）是法国上法蘭西大區加来海峡省的一个市镇，属于蒙特勒伊区。

## 地理
马尔科讷（50°22'19"N, 2°3'4"E）面积4.18 平方千米，位于法国上法蘭西大區加来海峡省，该省份为法国北部沿海省份，西北濒北海，南至索姆省，东临北部省。
与马尔科讷接壤的市镇（或旧市镇、城区）包括：布雷维莱尔、卡佩勒莱塞丹、格里尼、马尔科内勒、勒帕尔克、圣乔治。

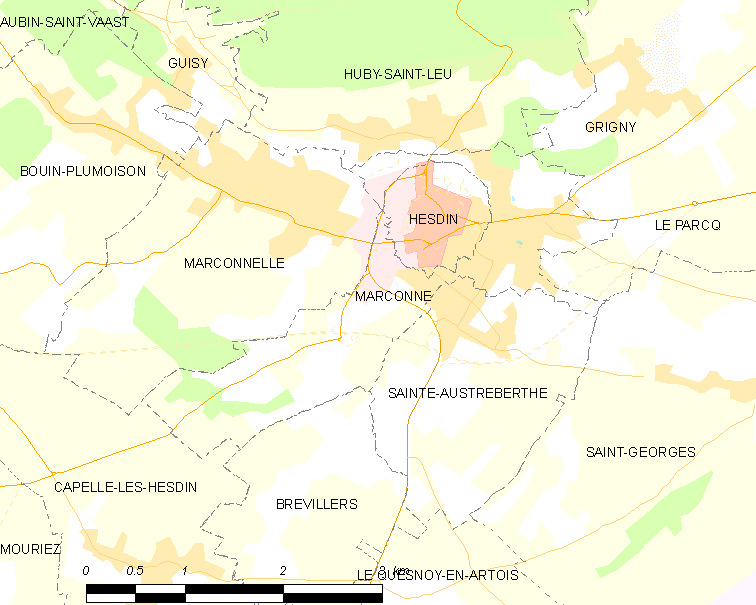
马尔科讷的OSM定位图

马尔科讷的时区为UTC+01:00、UTC+02:00（夏令时）。

## 行政
马尔科讷的邮政编码为62140，INSEE市镇编码为62549。

## 政治
马尔科讷所属的省级选区为欧克西堡县。

## 人口

1962-2008年间马尔科讷人口变化图示

马尔科讷于2022年1月1日时的人口数量为1067人。